# Máximo Augusto José del Carmen Etchecopar

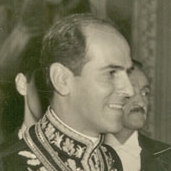
Der argentinische Botschafter, Máximo Etchecopar, 1954

Máximo Augusto José del Carmen Etchecopar (* 19. Februar 1912 in San Miguel de Tucumán; † März 2002) war ein argentinischer Diplomat und katholischer Schriftsteller.

## Leben
Máximo Augusto Etchecopar wurde als Sohn von Dolores Paz und Máximo Etchecopar geboren. Er war mit Josefina Castro Soto verheiratet, aus der Ehe ging Tochter Marta Dolores hervor. Etchecopar absolvierte an der Universidad de Buenos Aires ein Studium der Rechtswissenschaft.
Er engagierte sich in der Katholischen Aktion, zu der auch Leopoldo Marechal und Francisco Luis Bernárdez zählten. Er veröffentlichte „José Ortega y Gasset, nuestro amigo“ in Historia de una afición a leer, Editorial Universitaria de Buenos Aires und war  Verbündeter von Rodolfo Irazusta und Carlos Ibarguren. Er schrieb in Zeitungen wie Sol y Luna und Nueva Politica, verteidigte die Oligarchie und prieß Juan Manuel de Rosas. Seine Abhandlungen erschienen auch in Balcón, der Zeitschrift von Julio Meinvielle. 1942 war er Protagonist des Congresa de la Recuperación Nacional in Buenos Aires, einem gescheiterten Versuch, die Strömungen nationalistischer Politik zu einen.
In der Folge war er Verbündeter von Mario Amadeo, unter dessen Einfluss er Anhänger von Arturo Frondizi wurde.
Von 1947 bis 1948 hatte er Exequatur als Generalkonsul in Kairo. 1949 war er Generalkonsul in London. Von 1949 bis 1951 sowie 1955 war er Botschafter beim Heiligen Stuhl, auf dem Pius XII. saß, der im Juni 1955 Juan Perón exkommunizierte. Von 1958 bis 1960 war er Botschafter in Stockholm. Von 1960 bis 1961 war er Botschafter in Lima. 1962 war er Botschafter in Mexiko-Stadt. Von 1966 bis 1969 leitete er das Instituto del Servicio Exterior de la Nación.
Von 1969 bis 13. Mai 1971 war er Botschafter in Bogotá.
Vom 13. Mai 1971 bis zum 5. Juli 1973 war er Botschafter in Bern.
| Vorgänger                | Amt                                                                     | Nachfolger             |
| ------------------------ | ----------------------------------------------------------------------- | ---------------------- |
| Nicolás C. Accame        | argentinischer Botschafter beim Heiligen Stuhl 1949 bis 1951 sowie 1955 | Martín S. de Alzaga    |
| Jorge R. Escalante Posse | argentinischer Botschafter in Stockholm 1958 bis 1960                   | Javier Teodore Gallac  |
| Ignacio Álvarez Thomas   | argentinischer Botschafter in Lima 1960 bis 1961                        | Darío Pedro Alessandro |
| Julián García            | argentinischer Botschafter in Mexiko-Stadt 1962                         | Silvano Santander      |
| José Rodolfo Saravia     | argentinischer Botschafter in Bogota 1969 bis 13. Mai 1971              | Celso Alejandro Jaque  |
| Javier Teodoro Gallac    | argentinischer Botschafter in Bern 13. Mai 1971 bis 5. Juli 1973        | Elena Julia Palacios   |